# Maksym (Wgenopulos)
Maksym, imię świeckie Maksimos Wgenopulos (ur. 1968 w Patras) – grecki duchowny prawosławny w jurysdykcji Patriarchatu Konstantynopola, od 2014 metropolita Silivri.

## Życiorys
Chirotonię biskupią przyjął 27 lipca 2014. W czerwcu 2016 brał udział w obradach Soboru Wszechprawosławnego na Krecie.